# Тшцинець (гміна Біле Блота)
Тшцинець (пол. Trzciniec, нім. Rohrbruch) — село в Польщі, у гміні Біле Блота Бидґозького повіту Куявсько-Поморського воєводства.
Населення — 483 особи (2011).

## Демографія
Демографічна структура станом на 31 березня 2011 року:
|          | Загалом | Допрацездатний вік | Працездатний вік | Постпрацездатний вік |
| -------- | ------- | ------------------ | ---------------- | -------------------- |
| Чоловіки | 227     | 40                 | 147              | 40                   |
| Жінки    | 256     | 37                 | 147              | 72                   |
| Разом    | 483     | 77                 | 294              | 112                  |